# Via XIX
A Via XIX era uma estrada romana do tempo de Augusto, descrita no Itinerario de Antonino, que unia as cidades de Bracara Augusta (Braga), Ponte de Lima, Tude (Tui), Turoqua (Pontevedra), Aquis Celenis (Caldas de Reis), Iria (Iria Flávia), Lucus Augusti (Lugo) e Asturica Augusta (Astorga) numa extensão de 299 milhas romanas.

## Percurso

Mapa da Via XIX (em roxo)

No itinerário de Antonino são citadas as seguintes etapas (mansões)  para a Via XIX:
| Mansio               | Milhas romanas entre cada (1 milha de 1480 m a 1850 m) | Povoações actuais                                        |
| -------------------- | ------------------------------------------------------ | -------------------------------------------------------- |
| 1 Bracara Augusta    |                                                        | Braga (Portugal)                                         |
| 2 Limia              | XIX                                                    | Castro de Santa Maria Madalena, Fornelos,Ponte de Lima   |
| 3 Tude               | XXIII                                                  | Tui                                                      |
| 4 Burbida            | XVI                                                    | Capela de Santiaguiño das Antas, Saxamonde, Redondela    |
| 5 Turoqua            | XVI                                                    | Pontevedra                                               |
| 6 Aquis Celenis      | XXIV                                                   | Caldas de Reis                                           |
| 7 Iria               | XII                                                    | Iria Flávia                                              |
| 8 Assegoia           | XIII                                                   | Ledesma ou Sergude, Boqueixón                            |
| 9 Brevis             | XXII                                                   |                                                          |
| 10 Marcie            | XX                                                     | Por volta de Santiago de Entrambasaugas, Guntín          |
| 11 Lucus Augusti     | XIII                                                   | Lugo                                                     |
| 12 Timalino          | XXII                                                   |                                                          |
| 12 Ponte Neviae      | XXII                                                   | As Pontes de Gatín, Liber, Becerreá                      |
| 12 Uttaris           | XXII                                                   | Castro das Coroas, Vega de Valcarce, comarca do Bierzo   |
| 11 Bérgido           | XVI                                                    | Castro Ventosa Cacabelos, (Leão)                         |
| 12 Interâmnio Flávio | XX                                                     | Nos arredores de Bembibre, San Román de Bembibre, (Leão) |
| 13 Astúrica Augusta  | XXX                                                    | Astorga, (Leão)                                          |

## Classificação
A via em si, não está classificada, o decreto do 23/06/1910 só abrange 14 miliários:
| “ | Marcos Milliarios (Serie Capella) Districto de Vianna - Valença, Coura e Ponte de Lima - Braga a Tuy (14 Marcos) | ” |
|   | — Decreto Nº136 du 23/06/1910..                                                                                  |   |

## Fotografias

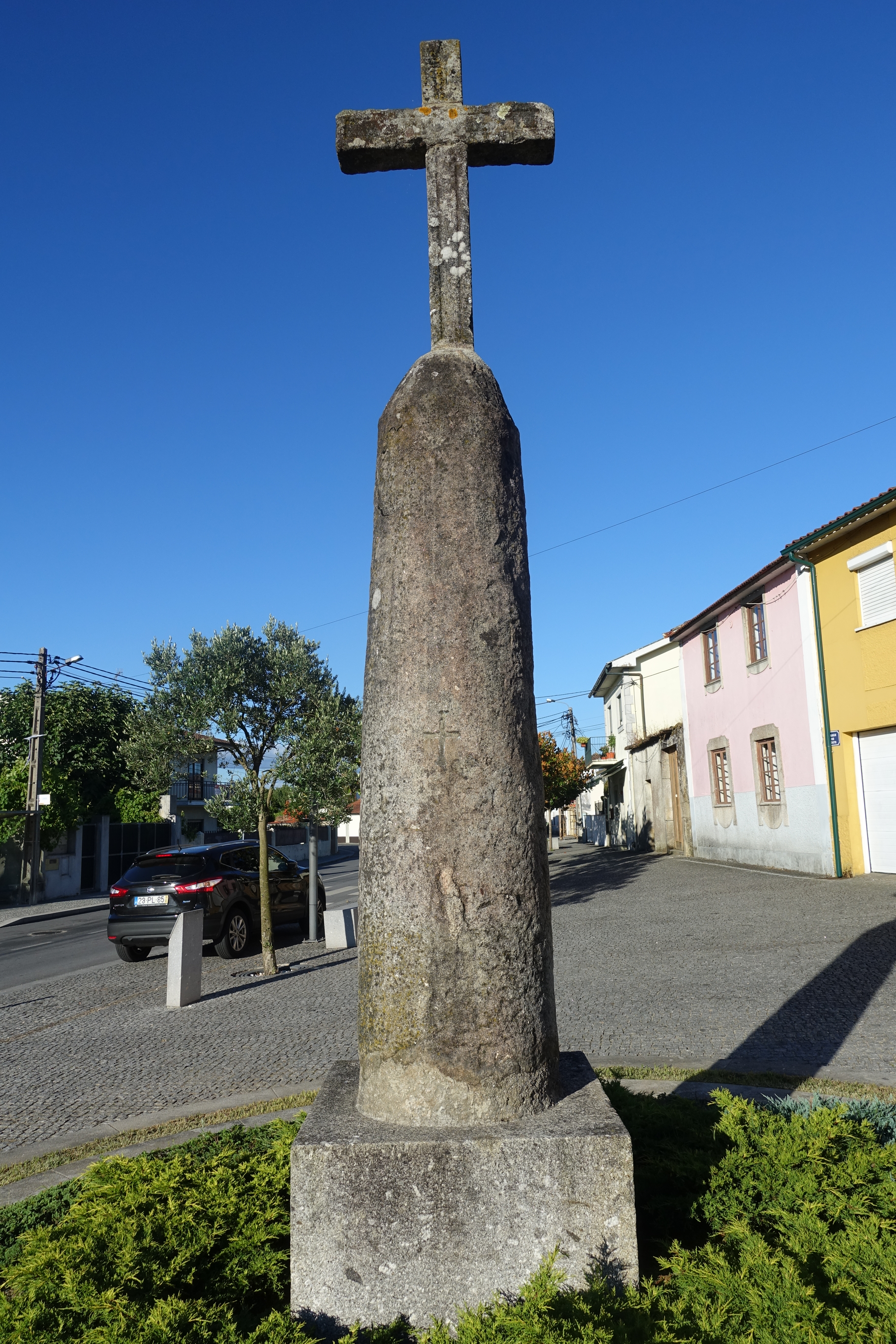
Miliário convertido em cruzeiro em Panoias, Braga
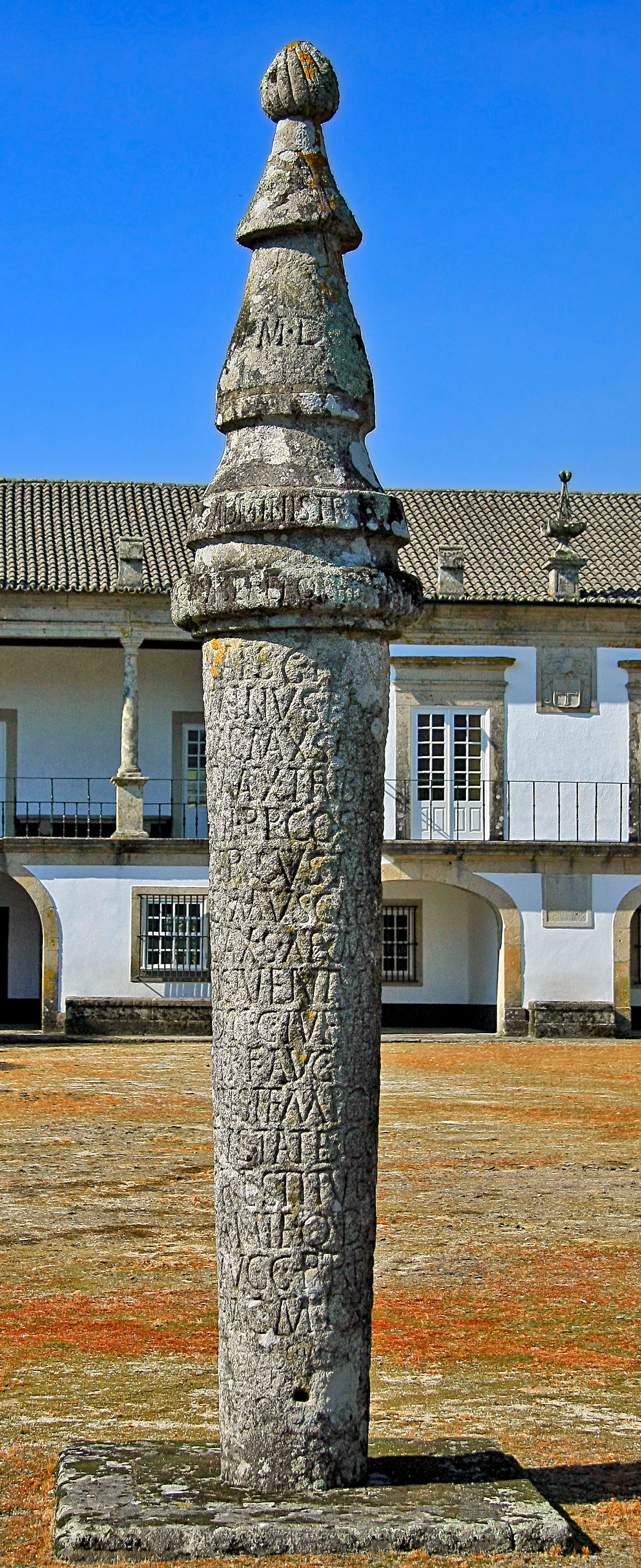
Miliário convertido em pelourinho no Solar de Bertiandos, Ponte de Lima
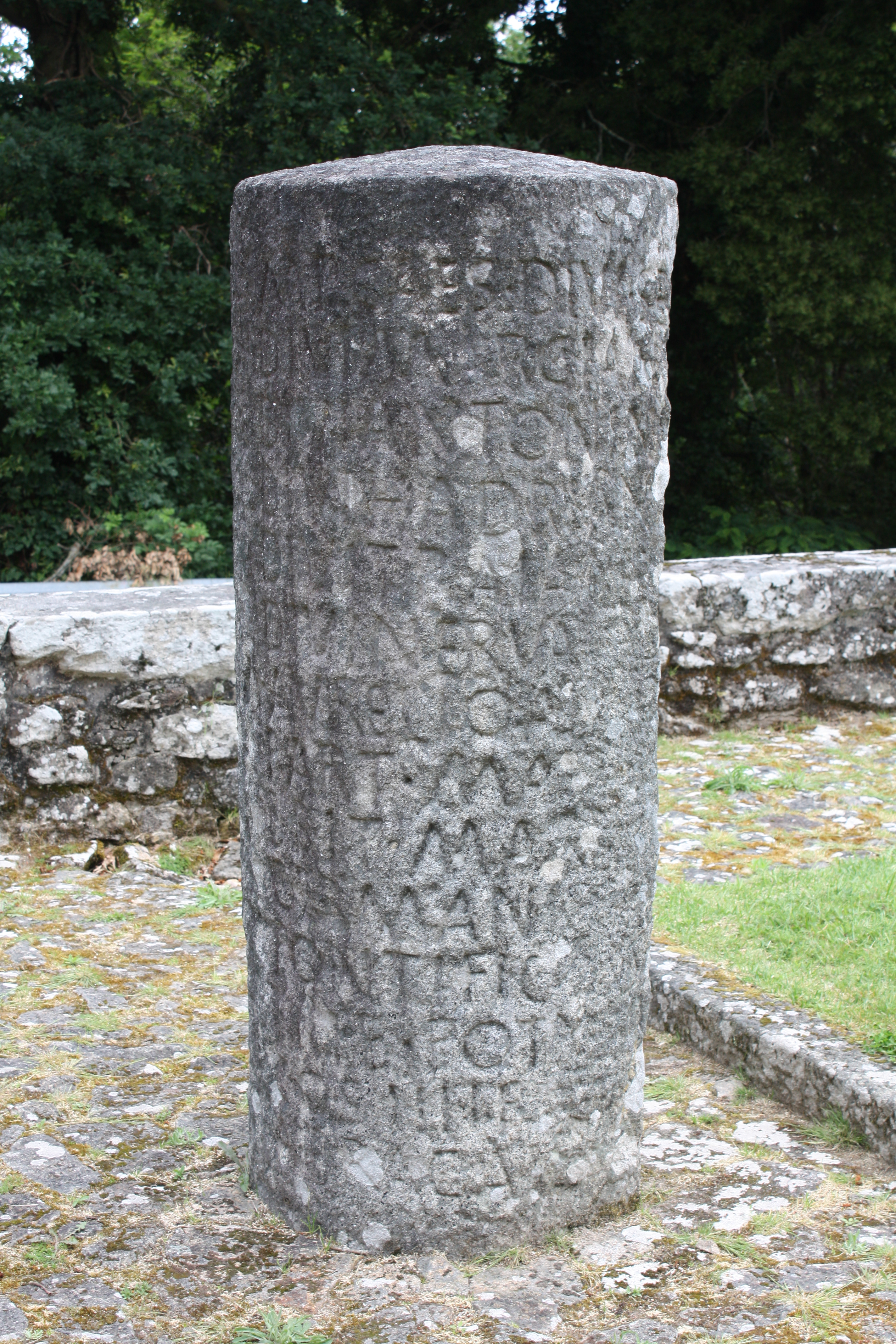
Miliário de Rubiães,  Paredes de Coura
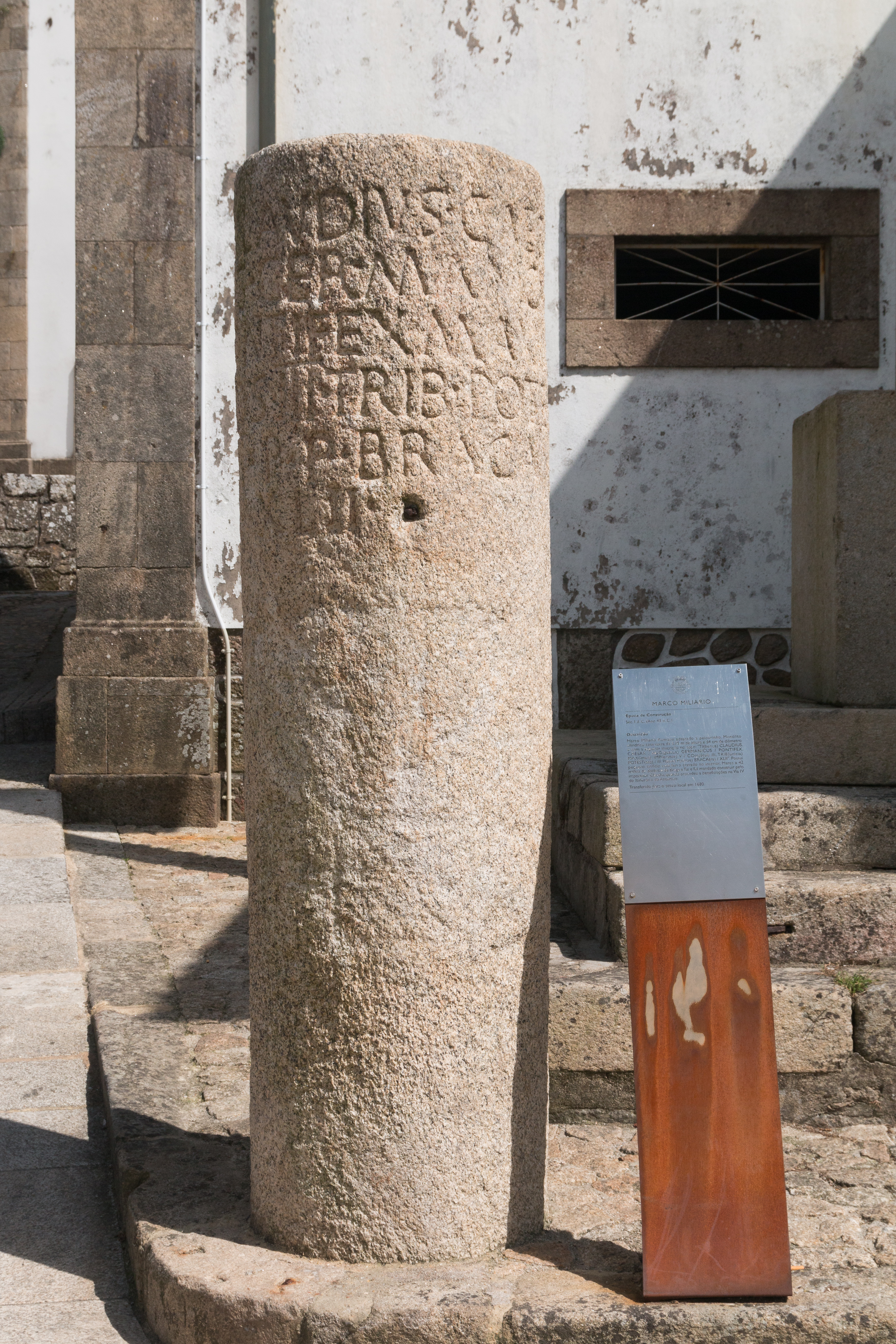
Miliário de Valença do Minho